# Стефанович, Михаил Игоревич
Михаил Игоревич Стефанович (бел. Міхаіл Ігаравіч Стэфановіч; род. 27 ноября 1989, Минск) — белорусский хоккеист, нападающий. Мастер спорта Республики Беларусь международного класса (2009).

## Биография
Родился 27 ноября 1989 года в Минске. Окончил факультет физической культуры Гомельского государственного университета имени Франциска Скорины (2013).

## Карьера

### Клубная карьера
Выпускник хоккейной школы минского «Динамо». Начал карьеру в 2004 за его фарм-клуб в высшей белорусской лиге. В 2005 перешёл в фарм-клуб «Гомеля», а сезон 2006—2007 провёл в экстралиге за основную команду. В 2007 году перешёл в Главную юниорскую хоккейную лигу Квебека и стал играть за «Квебек Ремпартс». В 2008 был задрафтован под 98-м номером клубом "Торонто Мэйпл Лифс". В 2009 был задрафтован минским «Динамо», но в КХЛ не перешёл, так как через два дня подписал контракт с «Торонто» и отыграл несколько матчей за его фарм-клуб в АХЛ.
Отыграв три сезона в «Квебек Ремпартс» перешёл в клуб «Рединг Роялз», но отыграв там несколько матчей 1 декабря 2010 года решил вернуться в минское «Динамо».
3 июля 2013 года подписал контракт с нефтекамским «Торосом».
14 ноября 2013 года подписал контракт с тольяттинской «Ладой».
В сезоне-2014/15, выступая в ВХЛ за пензенский «Дизель», сдал положительную допинг-пробу. Был отстранен РУСАДА на 2 года, а впоследствии уехал в «Рапид-Сити Раш» из ECHL.
В сентябре 2023 года стал игроком жлобинского «Металлурга». В первый же сезон выиграл с командой плей-офф Экстралиги. В сумме за два сезона в клубе набрал 94 (53+41) очка в 127 матчах. По итогам регулярного сезона-2024/25 получил награду лучшего снайпера Экстралиги, разделив ее с Александром Кулагиным из «Юности». У обоих хоккеистов оказалось по 30 заброшенных шайб. Также был номинирован на премии лучшему нападающему сезона и лучшему хоккеисту сезона. 

### Карьера в сборной
В 2006 дебютировал за юниорскую сборную Белоруссии и участвовал на юниорском чемпионате мира 2006. В 2007—2009 выступал за молодёжную сборную Беларуси, участник молодёжном чемпионате мира 2007. С 2009 играет в основной сборной, участник чемпионатов мира 2009 и 2010. За сборную Белоруссии сыграл 10 игр и набрал 2 очка.

## Достижения
- 2007 — лучший игрок месяца в Главной юниорской лиге Квебека.
- 2008 — лучший новичок ГЮХЛК.
- 2008 — обладатель Майк Босси Трофи.